# تاريخ مايكروسوفت ويندوز
في عام 1980، شركة مايكروسوفت أعلنت تطوير ويندوز، واجهة مستخدم رسومية (GUI) لنظام التشغيل الخاص بها (مايكروسوفت دوس)، الذي تمّ إرساله لحواسب IBM الشخصية والحواسب المتوافقة منذ عام 1981. خطّ المنتج تغيّر من منتج واجهة مستخدم رسومية إلى نظام تشغيل حديث لأكثر من عائلتين من التصاميم، كل منها مع الرمز الأساسي الخاص بها ونظام الملفّ الافتراضي.
عائلة 3.x و 4.x تتضمّن [ويندوز3.1]، ويندوز 95، ويندوز 98، وويندوس ميلينيوم. ويندوز لمجموعات الأعمال 3.1 حقّق تقدّماً لغاية 16_إلى 32 بت للشبكات و32 بت لوصول الأقراص.
ويندوز 95 أكمل الانتقال إل 32 بت للرمز وبدأ واجهة مستخدم جديدة كلياً، والذي ما زال معظمه يستخدم حتّى الآن.
عائلة ويندوز إن تي بدأت مع NT 3.1 في عام 1993. إصدارات أنظمة تشغيل ويندوس الحديثة قائمة على نواة ويندوس إن تي الأحدث الّتي كانت مقصودة أصلاً لنظام التشغيل/2. ويندوس يعمل على أي إيه-32، x86-64 ، ومعالجات إيتانيوم. الإصدارات السابقة عملت أيضاً على اينتل i860، الفا، MIPS، فيرتشايلد كليبر، وأبنية باور بي سي. بعض العمل تمّ إنجازه لنقله إلى بناء سبارك. نواة NT تستعير العديد من التقنيات من نظام الذاكرة الافتراضية. مع NT4.0 في عام 1996 القشرة تغيرت من مدير برنامج إلى مستكشف. دعم وحدة المعالجة المركزية تضمّن PowerPC، MIPS، و DEC الفا للإصدارات السابقة من NT، لكنّه يركّز اليوم على ايتانيوم، 386,486، و x64.

## ويندوز 1.0
أول إصدار مستقل من مايكروسوفت ويندوز، الإصدار 1.0، صدر في 20 تشرين الثاني 1985، حقّق شعبيّة صغيرة. كان سيدعى في الأصل «إدارة الواجهة» لكن رولاند هانسون، رئيس التسويق في شركة مايكروسوفت، أقنع الشركة بأن الاسم ويندوز سيكون أكثر جاذبية للمستهلكين. ويندوز 1.0 لم يكن نظام تشغيل كامل، لكن بالأحرى «بيئة تشغيل» الّتي مدّت مايكروسوفت دوس، واشترك في العيوب والمشاكل الأخيرة المتأصلة.
الإصدار الأول لمايكروسوفت ويندوز تضمّن برنامج رسم الصور البسيطة يدعى رسام ويندوز، معالج كلمات بسيط، تعيين «تقويم»، «حافظ الملفّات»، «المفكرة»، «الساعة»، «لوحة التحكم»، «محطة الكمبيوتر»، «الحافظة»، وسواقة ذاكرة الوصول العشوائي. إنّه يتضمّن أيضاً مايكروسوفت دوس تنفيذي ولعبة تدعى ريفرسي.
شركة مايكروسوفت عملت مع شركة أبل لتطوير عدّة ملحقات مكتبية وقطع ثانوية أخرى من البرامج الّتي شملتها برامج نظام ماكنتوش المبكّرة [ ويكيبيديا:بحاجة لمصدر ]. كجزء من مفاوضات العمل ذات الصلة، رخّصت شركة مايكروسوفت جوانب معيّنة من واجهة المستخدم ماكنتوش من أبل، في المقاضاة في وقت لاحق، أجملت محكمة محلية هذه الجوانب «كعروض الشاشة». في تطوير ويندوز 1.0، حدّدت مايكروسوفت عمداً اقتراضها لعناصر واجهة المستخدم الرسومية المحدّدة من واجهة مستخدم ماكنتوش، من أجل أن يمتثل لترخيصه.
على سبيل المثال، ويندوز كانوا يعرضون فقط «تجانب» على الشاشة، لذا، لا يمكنهم أن يتخطّى أو يتجاوز أحدهما الآخر.
لم يكن هناك أيقونة سلّة المهملات لحذف الملفّات، منذ أن ادّعت شركة أبل ملكيّة الحقوق لذلك النموذج.

## ويندوز 2.0
صدرت نسخة مايكروسوفت ويندوز2.0 في 9 كانون الأول 1987، وأثبت شعبيّة أكثر قليلاً من الذي سبقه. معظم شعبية ويندوز 2.0 جاء عن طريق إدراجه «كإصدار وقت التشغيل» مع تطبيقات مايكروسوفت الرسومية الجديدة، مايكروسوفت إكسل ومايكروسوفت وورد.
يمكن تشغيلهم من مايكروسوفت-دوس، تنفيذ ويندوز لمدّة نشاطهم، وإغلاق ويندوز على الخروج.
مايكروسوفت ويندوز تلقّت تشجيع كبير خلال هذه الفترة عندما ظهر صانع الصفحة ألدوس في إصدار ويندوز، والّذي عمل سابقاً فقط على ماكنتوش. بعض مؤرّخي الكمبيوتر [من؟] [ ويكيبيديا:تجنب التباهي ] أرّخ هذا، أوّل ظهور لتطبيق هامّ وغير مايكروسوفت لويندوز، كبداية لنجاح ويندوز.
الإصدار 2.0x استخدم نموذج ذاكرة الوضع الحقيقي، الذي يقيّده بالحدّ الأعظم 1 ميجابايت للذّاكرة. في مثل هذا الوضع النسبي، يمكنه أن يعمل تحت متعدّد مهام آخر مثل DESQview، الذي يستخدم الوضع المحمي 286.
لاحقاً، تمّ إطلاق إصدارين جديدين: Windows/286 2.1 وWindows/386 2.1. مثل الإصدارات السابقة من ويندوز، ويندوز/ 286 2.1 يستخد نموذج ذاكرة الوضع الحقيقي، لكن كان أول إصدار لدعم منطقة الذاكر العليا. ويندوز/ 386 2.1 كان لديه نواة الوضع المحمي مع محاكاة مقاييس EMS- LIM ، السلف ل الذاكرة الممتدة الذّي سيغيّر أخيراً الهندسة اللاكمية لحوسبة حواسب IBM الشخصيّة. جميع التطبيقات المستندة إلى دوز وويندوز في ذلك الوقت كانت نمط حقيقي، يعمل بواسطة نواة النموذج المحمي باستخدام وضع 8086 الافتراضي، الذّي كان جديداّ مع معالج 80386.
الإصدار 2.03، ولاحقاً 3.0، واجه تحديات من شركة أبل على تداخلات ويندوز وغيرها من ميزات أبل اتّهم بتقليد الحقوق المحفوظة ظاهرياً «الشكل والمظهر» لنظام تشغيلها و«تجسيد وإنشاء نسخة من الماكنتوش» في نظام تشغيلها. القاضي ويليام شوارزر أسقط كل التّهم ما عدا 10 من ادعاءات أبل ال189 بانتهاك الحقوق المحفوظة، وحكم بأنّ أغلب ال10 الباقية كانت على أفكار غير قابلة لحفظ الحقوق.

## النجاح مع ويندوز 3.0
المقالة الرئيسية: ويندوز 3.0 
سجلت مايكروسوفت ويندوز نجاحاً كبيراً مع ويندوز 3.0، الذي صدر في 1990. بالإضافة إلى القدرات المحسّنة الّتي منحت للتطبيقات المحلية، سمح ويندوز أيضاً للمستخدمين بتحسين البرامج المستندة إلى مايكروسوفت دوس الأقدم متعددة المهام مقارنة بويندوز/386، بفضل تقديم الذاكرة الافتراضية.
واجهة مستخدم ويندوز 3.0 أصبح أخيراً منافساً خطيراً لواجهة المستخدم لكمبيوتر ماكنتوش. الحواسب الشخصيّة قد حسنّت الرسومات بحلول هذا الوقت، ويرجع ذلك إلى بطاقات فيديو منظومة العرض المرئي، والنّمط المحمي/المحسّن سمح لتطبيقات ويندوز باستعمال ذاكرة أكثر بطريقة أقلّ إزعاجاً من نظيرتها دوز. ويندوز 3.0 يمكن تشغيله في معيار حقيقي، أو 386 طريقة محسّنة، وكان متوافقاً مع أيّ معالج من انتل من 8086 / إنتل 8088 حتّى إنتل 80286 وإنتل 80386. هذا كان الإصدار الأوّل لتشغيل برامج ويندوز في الوضع المحميّ، على الرغم من أنّ نواة الوضع المحسّن 386 كان إصدار محسّن لنواة الوضع المحمي في ويندوز/386.
إصدار "الوسائط المتعدّدة"، ويندوز الوسائط المتعدّدة"، ويندوز 3.0 مع ملحقات الوسائط المتعدّدة 1.0، صدر في تشرين الأول عام 1991. هذا جمع مع "مجموعات الوسائط المتعدّدة الراقية"، تشمل سواقة الأقراص المضغوطة وبطاقة الصوت، مثل المختبرات الإبداعية لبرنامج تسريع الصوت. هذا الإصدار كان المقدّم لميزات الوسائط المتعدّدة المتاحة في ويندوز 3.1 والأحدث، وكان جزءاً من مواصفات مايكروسوفت لكمبيوتر الوسائط المتعددة الشخصي.
المميزات المذكورة سابقاً ودعم السّوق المتزايد من مطوّري البرامج التطبيقيّة جعل ويندوز 3.0 ناجح جداً، وبيع نحو 10 ملايين نسخة خلال عامين قبل إطلاق الإصدار 3.1.
ويندوز 3.0 أصبح مصدر رئيسي للدخل بالنسبة لمايكروسوفت، وقاد الشركة لمراجعة بعض خططتها السابقة. وقد توقف في 31 كانون الأول 2001.

## خطوة جانبية: نظام التشغيل/2
المقالة الرئيسية: نظام التشغيل/2 
خلال منتصف إلى أواخر 1980، مايكروسوفت وIBM كانوا يطورون بتعاون نظام التشغيل/2 كخليفة لدوز.
نظام التشغيل/2 سيأخذ فائدة كاملة من النمط المحمي المذكور في الأعلى لمعالج انتل 80286 وتصل إلى 16 ميجا بايت من الذاكرة. نظام التشغيل/2 1.0، أصدر في 1987، دعم التبديل وتعدّد المهام وسمح بتشغيل دوس القابل للتنفيذ.
واجهة المستخدم الرسومية، تدعى مدير العرض التقديمي (PM)، لم تكن متوفرة مع نظام التشغيل/2 حتى الإصدار 1.1، الذي صدر عام 1988. واجهة برمجة التطبيقات الخاصة به لم تكن متوافقة مع ويندوز. (من بين أمور أخرى، مدير العرض التقديمي وضع إحداثيات X،Y 0,0 في أسفل يسار الشاشة مثل الإحداثيات الديكارتية، بينما ويندوز وضع 0,0 في أعلى يسار الشاشة مثل معظم أنظمة نافذة الكمبيوتر.) الإصدار 1.2، صدر عام 1989، عرض نظام ملفات جديد، نظام الملف العالي الأداء، ليحل محلّ نظام ملف جدول توزيع الملف.
بحلول أوائل عام 1990، تطوّرت نزاعات في علاقة مايكروسوفت/IBM.
تعاونوا مع بعضهم البعض في تطوير أنطمة تشغيل الحواسب الشخصية، وكان لدى كل منهم وصول إلى رمز الآخر. مايكروسوفت أرادت مواصلة تطوير ويندوز، بينما IBM طلبت للعمل المستقبلي بأن يستند على نظام التشغيل/2. في محاولة لحلً هذا التوتّر، IBM ومايكروسوفت وافقوا على أن IBM سوف تقوم بتطوير نظام التشغيل/2 2.0، ليحلّ محلّ نظام التشغيل/2 1.3 وويندوز 3.0، بينما مايكروسوفت سوف تطوّر نظام تشغيل جديد، نظام التشغيل/2 3.0، لنجاح لاحق نظام التشغيل/2 2.0.
لكنّ هذا الاتّفاق سرعان ما انهار، وعلاقة مايكروسوفت/IBM انتهت. IBM تابعت تطوير نظام التشغيل/2، بينما مايكروسوفت غيّرت اسم نظامها (الذي لم يتمّ إصداره بعد) نظام التشغيل/23.0 إلى ويندوزNT. كلاهما احتفظا بالحقوق لاستخدام نظام التشغيل/2 وتقنيّة ويندوز المتقدّمة إلى حين انتهاء الاتّفاق، ويندوزNT، مع ذلك، كانت لتكتب مجدّداً، غالباً بشكل مستقلّ (انظر أدناه).
بعد الإصدار 1.3 المؤقت لإصلاح العديد من المشاكل المتبقية بسلسلة 1.x، IBM أطلقت نظام التشغيل/2 الإصدار 2.0 عام 1992. كان هذا تحسناً كبيراً: قدّم واجهة مستخدم رسومية جديدة موجّهة الهدف، الغلاف الذي يحوي مكان العمل (WPS)، الّتي شملت سطح المكتب واعتبرها العديدون بأنّها أفضل ميزة لنظام التشغيل/2. مايكروسوفت قلّدت معظمها لاحقاً في ويندوز 95. الإصدار 2.0 جهّز أيضاً واجهة برمجة التطبيقات 32بايت كاملة، قدّم تعدّد مهام سلس ويمكن الاستفادة من ال4 جيجا بايت من مساحة العنوان المقدّمة من انتل 80386. ومع ذلك، معظم النظام كان لديه داخلياً رمز 16بت الّذي تطلّب، من بين أمور أخرى، أن تكون سواقات الأدوات رمز 16 بت كذلك. هذا كان أحد أسباب النقص المزمن في سواقات نظام التشغيل/2 لأحدث الأدوات. الإصدار 2.0 بمكنه أيضاً تشغيل الدوز وبرامج ويندوز 3.0، منذ أن احتفظت IBM بحقّ استخدام رمز دوز وويندوز كنتيجة للانهيار.

## ويندوز 3.1 و NT
المقالات الرئيسية: ويندوز 3.1، ويندوزNT ، وويندوز إن تي 3.1 
رداً على الإصدار الوشيك لنظام التشغيل/2 2.0، طوّرت مايكروسوفت ويندوز 3.1 ، الذّي شمل عدّة تحسينات طفيفة لويندوز 3.0 (مثل إظهار خطوط النوع الحقيقي القابلة للتحجيم)، لكن أولياً يتألف من إصلاح الأخطاء ودعم الوسائط المتعدّدة. استثنى أيضاً الدعم للنمط الحقيقي، وعمل فقط على إنتل 80286 أو معالج أفضل. لاحقاً مايكروسوفت أصدرت أيضاً ويندوز 3.11، تابع لويندوز 3.1 الّذي تضمّن جميع الترميمات والتحديثات الّتي تلت إصدار ويندوز 3.1 عام 1992.
في الوقت نفسه، أطلقت مايكروسوفت ويندوز لمجموعات العمل (WfW)، الذين كانا كلاهما متوافران كإضافة على تجهيزات ويندوز 3.1 الموجودة وفي الإصدار الذي تضمّن بيئة ويندوز الأساسيّة وملحقات الشبكات جميعها في حزمة واحدة. ويندوز لمجموعات العمل تضمّن برامج تشغيل شبكة الاتصال المحسّنة وحزم النظام، ودعم شبكات النظير لنظير. تنزيل اختياري واحد ل WfW كان حزمة نظام TCP/IP «ولفرين»، الّذي سمح بسهولة الوصول إلى الإنترنت من خلال الشبكات المتعلّقة بالشركات. كان هناك إصداران من ويندوز لجماعات العمل، WfW 3.1 و WfW 3.11. على عكس الإصدارات السابقة، ويندوز لمجموعات العمل 3.11 يعمل فقط في الوضع المحسّن 386، ويتطلّب على الأقلّ معالج إنتل 80386 SX.
جميع هذه الإصدارات تابعت وتيرة مبيعات الإصدار 3.0 الرائعة. رغم أنًّ سلسلة 3.1x ما زالت تفتقر إلى معظم السمات الهامّة لنظام التشغيل/2، مثل أسماء الملفات الطويلة، سطح المكتب، أو حماية النظام من التّطبيقات المسيئة، سرعان ما سيطرت مايكروسوفت على تسويق نظام التشغيل وواجهة المستخدم الرسومية لحواسب IBM الشخصية. ويندوز API أصبح المعيار الواقعي لبرامج المستهلك.
في الوقت نفسه تابعت مايكروسوفت تطوير ويندوز NT. المصمّم الأساسي للنظام كان دايف كوتلر، واحد من المصمّمين الرئيسيين لنظام الذاكرة الافتراضية في شركة المعدات الرقمية (تمّ شراؤها لاحقاً من قبل كومباك، وهي الآن جزء من هوليت-باكارد). وظّفته مايكروسوفت في آب 1988 لإنشاء خلف لنظام التشغيل/2، لكن كوتلر أنشأ نظام جديد كلياً بدلاً من ذلك. كوتلر كان يطوّر متابعة لنظام الذاكرة الافتراضية في شركة المعدات الرقمية تدعى ميكا، وعندما تخلّت شركة المعدّات الرقميّة عن المشروع أحضر معه الخبرة وحوالي 20 مهندس إلى مايكروسوفت. شركة المعدّات الرقميّة اعتقدت أيضاً أنّه أخذ رمز ميكا إلى مايكروسوفت وقاضته. مايكروسوفت دفعت أخيراً 150 مليون دولار أمريكي ووافقت على دعم رقاقة وحدة المعالجة المركزية الفا لشركة المعدّات الرقميّة في NT.
ويندوز NT 3.1 (تسويق مايكروسوفت أراد أن يظهر ويندوز NT استمرار لويندوز 3.1) وصل في شكل بيتا إلى المطوّرين في مؤتمر المطورين الاحترافي تمّوز 1992 في سان فرانسيسكو.
أعلنت مايكروسوفت في المؤتمر نواياها لتطوير خلف لكلا ويندوز NT وبديل ويندوز 3.1 (ويندوز 95 ، اسمه الرمزي شيكاغو)، الّذي سيوحّد الاثنين في نظام تشغيل واحد. هذا الخلف اسمه الرمزي القاهرة. في الإدراك المتأخّر، كايرو كان مشروع صعب أكثر بكثير ممّا توقّعت مايكروسوفت ونتيجة لذلك، NT وشيكاغو لن تكون موحّدة حتّى ويندوز إكس بي __ وإن كان ويندوز 2000 ، موجّه إلى العمل، وحّد بالفعل معظم أدوات ومعدّات النظام، لقد كان XP الّذي تمّ بيعه إلى المستهلكين الرئيسيّين مثل ويندوز 95 وقد تمّ اعتباره آخر نظام تشغيل موحّد. أجزاء من مشروع القاهرة لم تصل بعد إلى ويندوز ابتداءً من 2009-خصوصاً نظام ملفات WinFS، الّذي كان نظام ملفّات الهدف الأكثر رغبة لمشروع القاهرة. أعلنت مايكروسوفت بأنّهم أوقفوا الإطلاق المنفصل ل WinFS لكل من ويندوز XP وويندوز فيستا  وستدمج بشكل تدريجي التقنيّات المطوّرة لWinFS في المنتجات والتقنيّات الأخرى، وخاصةً خادم SQL مايكروسوفت.
دعم برنامج التشغيل كان يتناقص بسبب صعوبة البرمجة المتزايدة في التعامل مع نموذج تجريد أجهزة NT المتفوّقة. هذه المشكلة أصابت خطّ NT على طول الطريق إلى ويندوز 2000. المبرمجون اشتكوا أنّه كان من الصّعب جداً كتابة برامج التشغيل لNT، ومطوّري الأجهزة ما كانوا ليدخلوا بمشكلة تطوير برامج التشغيل لشريحة صغيرة من السّوق. إضافة إلى ذلك، على الرّغم من السّماح بالأداء الجيّد والاستغلال الأكمل لموارد النّظام، كان أيضاً مصدر مركّز على الأجهزة المحدودة، ولذا كان مناسب فقط للأجهزة الأكبر والأكثر تكلفة.
ومع ذلك، هذه الميّزات نفسها جعلت ويندوزNT مثالي لسوق خادم شبكة الاتصالات المحلية (الّذي كان في عام 1993 يشهد ازدهاراً سريعاً، حيث كانت شبكات المكاتب تصبح أمراً شائعاً). NT قدّم أيضاً خيارات شبكات الاتصالات ونظام ملفات NTFS الفعّال. ويندوزNT الإصدار 3.51 كان مدخل مايكروسوفت في هذا المجال، وأخذ حصته في السوق من نوفيل (اللاعب المسيطر) في السنوات التالية.
واحد من أكبر تطويرات مايكروسوفت الأوّلية المحسّنة لويندوزNT كان واجهة برمجة التطبيقات 32بت الجديدة، لتحلّ محلّ ويندوز API 16بت القديمة. واجهة برمجة التطبيقات هذه كانت تدعى واجهة برمجة تطبيقات ويندوز، ومنذ ذلك الحين أشارت مايكروسوفت إلى واجهة برمجة التطبيقات 16بت القديمة واجهة برمجة تطبيقات ويندوز. واجهة برمجة التطبيقات Win32 لديها ثلاثة تطبيقات رئيسية: واحد لويندوز NT، واحد لWin32s (الّتي كانت مجموعة فرعيّة من Win32 التي يمكن استخدامها في أنظمة وندوز 3.1)، وواحد لشيكاغو.
وبالتالي سعت مايكروسوفت لضمان قدر من التوفق بين تصميم شيكاغو وويندوز NT، رغم أنّ النظامين كان لديهما بنية داخلية مختلفة جذرياً. ويندوز NT كان أول نظام تشغيل ويندوز يقوم على نواة هجينة.

## ويندوز 95
المقالة الرئيسية: ويندوز 95

شعار ويندوز 95

بعد ويندوز 3.1 ، بدأت مايكروسوفت بتطوير نسخة جديدة موجّهة للمستهلكين من نظام التشغيل اسمه الرمزي شيكاغو. تمّ تصميم شيكاغو لدعم متعدّد المهام الوقائي 32بت مثل نظام التشغيل/2 وويندوز NT، رغم أنّ نواة 16بت ستبقى من أجل التوافق الخلفي. واجهة برمجة التطبيقات Win32 الّتي قدّمت أولاً مع ويندوز NT اعتمدت كواجهة البرمجة 32بت القياسيّة، مع الحفاظ على توافق Win16 من خلال تقنيّة تعرف باسم " thunking ". واجهة مستخدم رسومية جديدة لم تكن مخطّطة أصلاً كجزء من الإصدار، رغم أنّ عناصر من واجهة مستخدم القاهرة تمّ استعارتها وإضافتها كجوانب أخرى من الإصدار (خصوصاً التوصيل والتشغيل) تراجعت.
مايكروسوفت لم تغيّر جميع رموز ويندوز إلى 32بت، أجزاء منه بقيت 16 بت (وإن لم تكن تستخدم بشكل مباشر الوضع الحقيقي) لأسباب التوافق، الأداء، ومدّة التطوير. بالإضافة إلى ذلك كان ضرورياً نقل قرارات التصميم من الإصدارات السابقة لويندوز لأسباب توافق الخلفي، حتّى لو قرارت التصميم هذه لم تعد تلائم بيئة الحوسبة الأكثر حداثة.
هذه العوامل بدأت مؤخراً بالتأثير على كفاءة نظام التشغيل واستقراره.
تسويق مايكروسوفت اعتمد ويندوز 95 كاسم المنتج لشيكاغو عندما تمّ إصداره في 24آب، 1995. حصلت مايكروسوفت على مكسب مضاعف من إصداره: أولاً، جعل من المستحيل بالنسبة للمستهلكين تشغيل ويندوز95 على دوز أرخص، وليس مايكروسوفت، ثانياً، رغم أنّ آثار دوز لم تتمّ إزالتها بشكل نهائي من النظام وإصدار دوز سيتمّ تحميله باختصار كجزء من عملية الإقلاع، تطبيقات ويندوز95 تعمل فقط في الوضع المحسّن 386، مع مساحة عنوان محدّدة 32بت وذاكرة افتراضية. هذه المزايا تجعل من الممكن لتطبيقات Win32 لمعالجة ما يصل إلى 2 جيجابايت من ذاكرة الوصول العشوائي الافتراضية (مع 2 جيجابايت أخرى محفوظة لنظام التشغيل)، ومنعهم نظرياً من إفساد مساحة الذاكرة على نحو غير متعمّد لتطبيقات Win32 الأخرى. في هذا المجال وظيفة ويندوز95 اقتربت أكثر إلى ويندوزNT ، رغم أنّ ويندوز 95/98/ME لم يدعم أكثر من 512 ميجابايت من ذاكرة الوصول العشوائية المادية بدون اضطرابات نظام غامضة.
IBM تابعت تسويق نظام التشغيل/2، منتجةً إصدارات أحدث في نظام التشغيل/2 3.0 و 4.0 (يسمّى أيضاً أساسي). رداً على شكاوي تتعلّق بمطالب نظام التشغيل/2 2.0 الكبيرة على أجهزة الكمبيوتر، الإصدار 3.0 حسّن بشكل ملحوظ لكلا السرعة والحجم. قبل إصدار ويندوز95، حتّى نظام التشغيل/2 الأساسي 3.0 تمّ شحنه مسبقاً مع سلاسل بيع أجهزة ألمانية كبيرة عديدة. ومع ذلك، مع إصدار ويندوز95، بدأ نظام التشغيل/2 بفقدان حصته في السوق.
إنّه من المستحيل غالباً اختيار سبب واحد محدّد لماذا فشل نظام التشغيل/2 في كسب حصة أكبر من السّوق. بينما استمرّ نظام التشغيل/2 بتشغيل تطبيقات ويندوز 3.1، افتقرت إلى الدّعم لأيّ شيء ما عدا Win32s مجموعة فرعيّة من. واجهة برمجة التطبيقات Win32 (انظر في الأعلى). على خلاف ويندوز 3.1، IBM لم تملك صلاحية الدخول إلى رمز المصدر لويندوز 95 وكانت غير مستعدّة لتكريس الوقت والموارد لمحاكاة الهدف المتحرّك لواجهة برمجة التطبيقات Win32.
عرضت IBM لاحقاً نظام التشغيل/2 على قضيّة الولايات المتحدة ضد مايكروسوفت، ملقية اللوم على وسائل تسويقية غير عادلة على جزء من مايكروسوفت.
استمرّت مايكروسوفت بإصدار خمس نسخ مختلفة من ويندوز 95:
- ويندوز 95- الإصدار الأصلي
- ويندوز 95 أ- تضمنّ ويندوز 95 OSR1 المتلاحقة إلى التركيب.
- ويندوز 95 ب- (OSR2) شمل العديد من التحسينات الرئيسيّة، إنترنت إكسبلورر(IE) 3.0 ونظام دعم الملفّات جدول توزيع الملف FAT32 كامل.
- ويندوز 95ب USB - (OSR2.1) شمل دعم ناقل متسلسل عام أساسي.
- ويندوز 95 ج - (OSR2.5) شمل جميع المزايا السابقة، بالإضافة إلى IE 4.0.

كانت هذه آخر نسخة 95 تمّ إنتاجها.
OSR2، OSR2.1، و OSR2.5 لم يتمّ إصدارها لعامّة الناس، بل كانت متاحة فقط لمصنعي المعدات الأصلية الّذين سيحمّلون نظام التشغيل إلى الحواسب. بعض الشركات باعت محرّكات أقراص صلبة جديدة مع OSR2 المثبّتة مسبقاً (يبرّر ذلك رسميا حسب الحاجة بسبب قدرة محركات الأقراص الصلبة).
زيادة مايكروسوفت! الأولى المضافة إلى المجموعة بيعت إلى ويندوز 95.

## ويندوز NT 4.0
المقالة الرئيسية: ويندوز إن تي 4.0 

شعار ويندوز NT

أصدرت مايكروسوفت ويندوز NT 4.0 للتصنيع في تموز 1996، بعد سنة واحدة من إصدار ويندوز 95. تضمّنت الميزات الرئيسية الجديدة متصفح اكسبلورر الجديد من ويندوز 95، قابليّة التّدرج وتحسينات المزايا للبنية الرئيسية، النواة، USER32، COM وMSRPC.
ويندوز NT 4.0 جاء بأربع إصدارات:
- ويندوز NT 4.0 محطات العمل
- ويندوز NT 4.0 خادم
- ويندوز NT 4.0 خادم، نسخة عمل (بما في ذلك تقديم الدعم ل8 طرق الحوسبة متعددة ومتماثلة والعنقدة)
- ويندوز NT 4.0 الخادم الختامي

## ويندوز 98
المقالة الرئيسية: ويندوز 98 

شعار ويندوز 98

في 25 حزيران 1998، أصدرت مايكروسوفت ويندوز 98 (اسمه الرمزي ممفيس). تضمّن محرّكات أقراص صلبة جديدة ودعم أفضل لنظام الملفات FAT32 الّذي يسمح بدعم أجزاء القرص أكبر من من الحد الأقصى 2 جيجا بايت المقبولة من ويندوز 95. دعم الناقل المتسلسل العام في ويندوز 98 أفضل بكثير من الدعم الرمزي الغير موثوق المقّدم من نسخ صانعي المعدات الأصلية لويندوز 95. وقد دمج أيضاً بشكل مثير للجدل متصفّح إنترنت إكسبلورر إلى واجهة مستخدم ويندوز الرسومية ومدير ملفات ويندوز اكسبلورر، مما دفع إلى افتتاح قضية الولايات المتحدة ضد مايكروسوفت، والتعامل مع مسألة ما إذا كانت مايكروسوفت تستغل سيطرتها على سوق نظام تشغيل الحواسب المحمولة للتنافس غير العادل مع شركات مثل نت سكايب.
في عام 1999، أصدرت مايكروسوفت النسخة الثانية من ويندوز 98، إصدار مؤقت. إحدى المزايا الجديدة الأكثر بروزاً كانت إضافة اشتراك اتصال الانترنت، الّذي كان شكل من أشكال ترجمة عنوان الشبكة، مما يسمح لعدّة أجهزة على LAN (شبكة المنطقة المحلية) للاشتراك باتصال انترنت وحيد. نسخة ثانية كانت أيضاً أكثر سهولة للاستخدام وأكثر سلاسة من النسخة الأولى من ويندوز 98. تمّت زيادة دعم الأجهزة من خلال محركات الأقراص. العديد من المشاكل البسيطة الموجودة في ويندوز 98 الأصلي تمّ إيجادها وإصلاحها ممّا يجعله وفقاً للكثيرين، الإصدار الأكثر استقراراً لعائلة ويندوز 9x __ لدرجة أنّ المعلّقين كانوا يقولون أنّ الإصدار الأولي لويندوز 98 كان أكثر استقراراً من إصدار ويندوز 95 الأخير.

## ويندوز 2000
المقالة الرئيسية: ويندوز 2000 
أطلقت مايكروسوفت ويندوز 2000، الذي عرف خلال دورة تطويرها بويندوز NT 5.0، في شباط 2000. وقد نشر بنجاح في كلا أسواق الخادم ومحطات العمل. من بين أهمّ المزايا الجديدة لويندوز 2000 كان الدليل النشيط، بديل كامل تقريباً لنموذج نظاق خادم ويندوز NT 4.0، الّذي بنى تقنيّات صناعة قياسيّة مثل نظام أسماء النطاقات، نظام دخول أدلة المعلومات العامة، وكربروس لوصل الأجهزة أحدها بالآخر.
الخدمات الفرعية، متاحة سابقاً فقط كنسخة منفصلة من NT 4، تمّ تمديده لجميع إصدارات الخادم. عدد من المزايا ويندوز 98 تمّ إدراجها كذلك، مثل إدارة الأجهزة المحسّنة، ويندوز ميديا بلاير، ودايركت إكس المنقّح الّذي جعل من الممكن للمرّة الأولى للعديد من الألعاب الحديثة أن تعمل على نواة NT. ويندوز 2000 هو أيضاً نظام تشغيل ويندوز نواة NT الأخير للافقتقار إلى تنشيط المنتج.
في حين أنّ ترقيات ويندوز 2000 كانت متاحة لويندوز 95 وويندوز 98، لم يكن مقصوداً للمستخدمين المنزليين.
ويندوز 2000 كان متاحاً في ست نسخات:
- ويندوز 2000 الاحترافي
- ويندوز 2000 الخادم
- ويندوز 2000 الخادم المتقدّم
- ويندوز 2000 خادم مركز البيانات
- ويندوز 2000 الخادم المتقدّم نسخة محدودة
- ويندوز 2000 خادم مركز البيانات نسخة محدودة

## إصدار ويندوز ميلينيوم (ME)
المقالة الرئيسية: ويندوز ميلينيوم
في أيلول 2000، قدّمت مايكروسوفت ويندوز ويندوز ميلينيوم، الّذي رفع ويندوز 98 مع مزايا محسّنة للوسائط المتعدّدة والإنترنت من ويندوز 2000. قدّمت أيضاً الإصدار الأوّل من استعادة النّظام، الّذي يسمح للمستخدمين بإعادة حالة نظامهم إلى نقطة سابقة «معروفة جيداً» في حالة فشل النظام. استعادة النظام كانت الميزة البارزة التي وجدت طريقها إلى ويندوز اكس بي. النسخة الأولى من صانع الأفلام ويندوز تمّ تقديمها كذلك.
ويندوز ميلينيوم تمّ تصميمه كمشروع سنة واحدة سريع الّذي كان بمثابة إظلاق مؤقّت بين ويندوز 98 وويندوز اكس بي. العديد من المزايا الجديدة كانت متاحة من موقع تحديث ويندوز كتحديثات لإصدارات ويندوز الأقدم، (استعادة النظام وصانع الأفلام ويندوز كانوا استثناءات). ويندوز ميلينيوم تمّ انتقاده لقضايا تتعلق بالاستقرار، ولافتقاره إلى دعم دوز الوضع الحقيقي، إلى حدّ الإشارة إليه باسم «النسخة الخطأ» أو «العديد من الأخطاء». ويندوز ميلينيوم كان آخر نظام تشغيل يستند على نواة (متناغم) ويندوز 9x وMS-دوز.

## ويندوز اكس بي
المقالة الرئيسية: ويندوز إكس بي والمزايا الجديدة لويندوز اكس بي 
في عام 2001، أطلقت مايكروسوفت ويندوز اكس بي (اسمها الرمزي «ويستلر»). دمج خطوط ويندوز NT/2000 وويندوز 95/98/Me أنجز أخيراً في ويندوز اكس بي. ويندوز اكس بي يستخدم نواة ويندوز NT 5.1، في وسم مدخل ويندوز اكس بي الأساسي لسوق المستهلك، لاستبدال فرع 16/32 بت القديم. الإصدار الأولي واجه انتقاداً كبيراً، خصوصاً في مجال أمن المعلومات، مما أدى إلى إصدار ثلاث حزم خدمات رئيسيّة. ويندوز اكس بي SP1 تمّ إصداره في أيلول 2002، SP2 خرج في آب 2004 و SP3 خرج في نيسان 2008. حزمة الخدمات 2 قدّمت تحسينات كبيرة وشجّعت الاستخدام واسع الانتشار لويندوز اكس بي بين امستخدمي المنزل والعمل.ويندوز اكس بي استمرّ كنظام تشغيل مايكروسوفت الرئيسي أكثر من أي إصدار ويندوز آخر، من 2001 حتّى 30 كانون الثاني 2007، عندما نجحت من خلال ويندوز فيستا.
ويندوز اكس بي متوافر بعدد من الإصدارات:
- ويندوز اكس بي إصدار منزلي، لسطح مكتب المنزل والحواسب المحمولة – افتقر إلى مزايا مثل الانضمام إلى مجال الدليل النشيط، خادم سطح المكتب البعيد وخادم خدمات معلومات الانترنت.
  - ويندوز اكس بي إصدار منزلي N، كالسابق، لكن بدون تثبيت افتراضي لويندوز ميديا بلاير، كأمر رسمي من قبل قرار الاتحاد الأوروبي
- ويندوز اكس بي احترافي، لمستخدمي العمل والنفوذ متضمّنة جميع المزايا في النسخة المنزلية.
  - ويندوز اكس بي احترافي N، كالسابق، لكن بدون تثبيت افتراضي لويندوز ميديا بلاير، كأمر رسمي من قبل قرار الاتحاد الأوروبي
- نسخة ويندوز اكس بي الإعلامي المركزي (MCE)، أطلقت في تشرين الأول 2002 لسطح المكتب وأجهزة الحواسب المحمولة مع التركيز على الترفيه المنزلي. تضمّنت جميع المزايا المقدّمة في ويندوز اكس بي الاحترافي وويندوز الإعلامي المركزي. النسخ اللاحقة هي نفسها ولكن لديها تحديث ويندوز الإعلامي المركزي.
- ويندوز اكس بي الإعلامي المركزي الإصدار 2003
- ويندوز اكس بي الإعلامي المركزي الإصدار 2004
- ويندوز اكس بي الإعلامي المركزي الإصدار 2005، أطلق في 12 تشرين الأول 2004. تضمّن حزمة خدمات ويندوز اكس بي 2، تمّ تعطيل موضوع ويندوز رويال والانضمام إلى مجال الدليل النشيط.
- إصدار ويندوز اكس بي للحواسب المحمولة اللوحية، للحاسوب اللوحي
  - إصدار ويندوز اكس بي للحواسب المحمولة اللوحية 2005
- ويندوز اكس بي المضمّن، للحواسب المضمّنة
- إصدار ويندوز اكس بي للمبتدئين، لمستخدي الكمبيوتر الجديدين في الدول النامية
- إصدار ويندوز اكس بي الاحترافي x64، أطلق في 25 نيسان لمعالجات 64 بت الفرعية للأنظمة المنزلية ومحطات العمل المستندة على مجموعة تعليمات إيه إم دي 64 المطوّرة من قبل AMD مثل AMD64 ، انتل تدعو إصدارها انتل 64
- ويندوز اكس بي إصدار 64 بت، هو إصدار لخط معاجات انتل إيتانيوم، يحافظ على توافق 32 بت فقط من خلال محاكي برامج. إنّه يماثل تقريباً ويندوز اكس بي الاحترافي في المزايا. وقد أوقف في أيلول 2005 عندما توقّف آخر بائع لمحطّات عمل الايتانيوم عن شحن أنظمة الايتانيوم المسوّقة «كمحطات عمل».
- ويندوز اكس بي إصدار 64 بت 2003، استناداً على مصدر برنامج ويندوز NT 5.2.

## ويندوز سيرفر 2003
المقالة الرئيسية: ويندوز سيرفر 2003 
في 25 أبريل 2003 أطلقت مايكروسوفت ويندوز سيرفر 2003، تحديث ملحوظ لويندوز سيرفر 2003 يشمل العديد من مزايا معالج «أدر الأمن الجديدة، خادمك» الجديد الّذي يبسّط تشكيل جهاز لأدوار محدّدة، وأداء محسّن. لديها رقم الإصدار NT 5.2. بعض الخدمات ليست ضرورية لبيئات الخادم تمّ تعطيلها افتراضياً لأسباب الاستقرار، أكثر ما يلفت الانتباه هي خدمات «ويندوز اوديو» و«الموضوعات»، يجب على المستخدمين أن يمكّنوهم يدوياً للحصول على الصوت أوهيئة «لونا» بموجب ويندوز اكس بي. تشغيل الأجهزة السريع للعرض يتمّ إيقافه أيضاً بشكل افتراضي، يجب على المستخدمين رفع مستوى التسريع بأنفسهم إذا كانوا يثقون ببرنامج تشغيل بطاقة العرض.
ديسمبر 2005، أطلقت مايكروسوفت ويندوز سيرفر 2003 R2، الذي هو في الواقع ويندوز سيرفر 2003 مع SP1 (حزمة خدمات 1) بالإضافة إلى حزمة مضافة. بين المزايا الجديدة عدد من المزايا الإدارية للمكاتب الفرعيّة، خدمة الملفات، الطباعة وتوحيد التطابق في كافة أنحاء الشركة.
ويندوز سيرفر 2003 متوافر في ستة إصدارات:
- إصدار الويب (32 بت)
- إصدار قياسي (32 و64 بت)
- إصدار مشروع (32 و64 بت)
- إصدار مركز البيانات (32 و64 بت)
- خادم الأعمال الصغيرة (32 بت)
- خادم تخزين (مصدر OEM فقط)

## العميل رفيع المستوى: أساسيات ويندوز للحواسب الشخصية التراثيّة
المقالة الرئيسية: أساسيات ويندوز للحواسب الشخصية التراثيّة 
في يوليو 2006، أصدرت مايكروسوفت إصدار العميل الرفيع من ويندوز اكس بي حزمة الخدمات2، يدعى أساسيات ويندوز للحواسب الشخصية التراثيّة (WinFLP).
إنّه متاح فقط لعملاء تأمين البرامج. الهدف من WinFLP هو إعطاء الشركات خيار ترقية قابلة للتطبيق للحواسب الشخصية الأقدم التي تشغل ويندوز 95,98، وميلينيوم التي ستكون مدعومة بالتصحيحات والتحديثات للسنوات العديدة القادمة. معظم تطبيقات المستخدم ستعمل نموذجياً على جهاز التشغيل عن بعد باستخدام خدمات فرعية أو أنظمة سايتركس.

## ويندوز خادم الصفحة الرئيسية
المقالة الرئيسية: ويندوز خادم الصفحة الرئيسية 
ويندوز خادم الصفحة الرئيسية (اسمه الرمزي Q، كواترو) هو منتج خادم يستند على ويندوز سيرفر 2003، صمّم لاستخدام المستهلك.
أعلن عن هذا النظام في 7 يناير 2007، من قبل بيل غيتس. ويندوز خادم الصفحة الرئيسية يمكن تشكيله ومراقبته باستخدام برنامج لوحة المفاتيح الّذي يمكن تنزيله على الحاسب الشخصي للعميل. مثل هذه المزايا كالاشتراك الإعلامي، الأقراص الاحتياطيّة المحلية والبعيدة ومضاعفة الملفات جميعا أدرجت كمزايا.

## ويندوز فيستا
المقالة الرئيسية: ويندوز فيستا، المزايا الجديدة لويندوز فيستا، تطوير ويندوز فيستا، انتقادات ويندوز فاستا، وقائمة المزايا المزالة في ويندوز فيستا 
ويندوز فيستا أصدر في 30 نوفمبر 2006 لزبائن القطاع التجاري، إصدارات المستهلك تابعت في 30 يناير 2007. ويندوز فيستا يهدف لتعزيز الأمن عن طريق بتقديم نمط المستخدم المقيّد الجديد يدعى التحكم بحساب المستخدم، لتحل محلّ فلسفة «مدير بالاساس» لويندوز اكس بي. فرق رئيسي واحد بين فيستا والإصدارات السابقة لويندوز، ويندوز 95 وما بعده، هو انّ زر ابدأ الأصلي تمّ استبداله برمز ويندوز فقط. فيستا عرض كذلك مزايا رسومية جديدة، واجهة مستخدم رسومية ويندوز إرو، تطبيقات جديدة (مثل تقويم ويندوز، صانع dvd ويندوز وبعض الألعاب الجديدة تتضمّن شطرنج، ماهجونغ، ومكان بربل)، إنترنت إكسبلورر 7، ويندوز ميديا بلاير 11، وعدد كبير من التغييرات المعمارية الأساسية.
ويندوز فيستا تتوافر في ستة إصدارات:
- مبدئي (متوافر فقط في البلدان النامية)
- منزلي أساسي
- منزلي استثنائي
- الأعمال
- مؤسسي (متوافر فقط للأعمال الكبيرة والمؤسسات)
- نهائي (يجمع بين المنزلي الاستثنائي والمؤسسي)

جميع الإصدارات (ما عدا الإصدار المبدئي) متوافرة حالياً في كلا إصداري 32بت و64 بت. أكبر ميزة لإصدار 64 بت هو كسر مانع الذاكرة 4 جيجا بايت، التي لا تستطيع حواسب 32 بت الوصول الكامل إليها.

## ويندوز سيرفر 2008 وويندوز سيرفر 2008 R2
المقالة الرئيسية: ويندوز سيرفر 2008 وويندوز سيرفر 2008R2 
ويندوز سيرفر 2008، أصدر في 27 فبراير 2008، كان يعرف أصلاً بويندوز سيرفر اسمه الرمزي «لونغورن». ويندوز سيرفر 2008 بنى التحسينات التقنية والأمنية الّتي قدمت لأول مرة في ويندوز فيستا، وبشكل ملحوظ أكثر من سابقتها، ويندوز سيرفر 2003. في مؤتمر المطورين المحترفين (PDC) 2008، أعلنت مايكروسوفت ويندوز سيرفر 2008R2، كالخادم المتنّع لويندوز 7.
ويندوز سيرفر 2008 R2 يتوافر في إصدارات 64 بت (x64 وإيتانيوم) فقط.
ويندوز سيرفر 2008 يتوافر في عشر إصدارات:
- ويندوز سيرفر 2008 إصدار قياسي (32 بت و 64 بت)
- ويندوز سيرفر 2008 إصدار مؤسسة (32 بت و 64 بت)
- ويندوز سيرفر 2008 إصدار مركز البيانات (32 بت و 64 بت)
- ويندوز HPC سيرفر 2008
- ويندوز ويب سيرفر 2008 (32 بت و 64 بت)
- ويندوز سيرفر 2008 التخزين (32 بت و 64 بت)
- ويندوز سيرفر 2008 الأعمال الصغيرة (64 بت فقط)
- ويندوز سيرفر 2008 الأعمال الأساسية (32 بت و 64 بت)
- ويندوز سيرفر 2008 للأنظمة المستندة على إيتانيوم
- ويندوز سيرفر 2008 خادم مؤسسة

## ويندوز 7

لقطة شاشة من ويندوز 7

المقالة الرئيسية: ويندوز 7، تطوير ويندوز 7، المزايا الجديدة لويندوز 7 ، وقائمة من المزايا التي أزيلت في ويندوز 7 
ويندوز 7 هو الإصدار الرئيسي الحالي بعد ويندوز فيستا وأطلق للتصنيع في 22 يوليو 2009، ووصل ليتواجد للبيع العام بالتجزئة في 22 أكتوبر 2009. كان معروف سابقاً باسمه الرمزي بلاك كومب وفيينا.
بعض المزايا لويندوز 7 هي إقلاع أسرع، درجة الأجهزة، غلاف تشغيل ويندوز، التحكم في حساب المستخدم أقل إزعاجاً، متعدد اللمس، وتحسين إدارة ويندوز. المزايا التي شملها ويندوز فيستا وليست في ويندوز 7 تتضمّن الشريط الجانبي (على الرغم من بقاء الأدوات) والعديد من البرامج الّتي تمّ إلزالتها لصالح تنزيل نظائرهم لويندوز لايف.
ويندوز 7 يتوافر في ستة إصدارات:
- المبدئي (متوافر في كافة أنحاء العالم مع الحواسب الجديدة فقط)
- المنزلي الأساسي
- المنزلي الاستثنائي
- الاحترافي
- المؤسسي (متوفر لعملاء شركات ترخيص الحجم فقط)
- نهائي (متوفر لسوق التجزئة مع توافر محدود ل OEMs)

في بعض البلدان (النمسا، بلجيكا، بلغاريا، كرواتيا، قبرص، جمهورية التشيك، الدنمارك، استونيا، فنلندا، فرنسا، ألمانيا، المملكة المتحدة، اليونان، هنغاريا، آيسلندا، أيرلندا، إيطاليا، لاتفيا، ليختنشتاين، ليتوانيا، لوكسمبورغ، مالطا، النرويج، بولندا، البرتغال، رومانيا، سلوفاكيا، سلوفينيا، إسبانيا، السويد، وسويسرا) [ ويكيبيديا:بحاجة لمصدر ]، هناك إصدارات أخرى تفتقر لبعض المزايا مثل ويندوز ميديا بلير، ويندوز ميديا سنتر وإنترنت اكسبلورر تدعى بأسماء مثل :«ويندوز 7N» ركزت مايكروسوفت على بيع ويندوز 7 المنزلي الاستثنائي والاحترافي. جميع الأصدارات، باستثناء الإصدار المبدئي، متوافرة في كلا إصداري 32 بت و64 بت. على خلاف إصدارات فيستا المقابلة، الإصدارات الاحترافية والمؤسسية هي مجموعات ممتازة من الإصدار المنزلي الاستثنائي.

## ويندوز 8
في معرض الإلكترونيات الاستهلاكية 2011 في لاس فيغاس، أعلنت مايكروسوفت أنّه سيتضمّن دعم للنظام على رقاقة (SoC) ومعالجات ARM للموبايل في إصدارها التالي لنظام تشغيل ويندوز، الذي من المتوقّع أن يدعى ويندوز 8.
ويندوز 8 شمل خيار «إقلاع مختلط» جديد الّذي يستخدم «وظائف متقدّمة السبات» في إيقاف التشغيل للسماح بأوقات بدء تشغيل أسرع. ميزة جديدة أخرى هي القدرة على إحداث مكان عمل قابل للنقل، تثبيت لويندوز 8 على جهاز تخزين USB.
المعلَم 1 (بناء 7850، مع بناء بتاريخ 22 سبتمبر 2010) سرّب إلى أرشيف بيتا، مجتمع بيتا على الإنترنت، الّذي تمّ تسريبه بسرعة إلى شبكات تشارك P2P/torrent في 12 أبريل 2011. المعلَم 1 يتضمّن واجهة شريط لويندوز اكسبلورر، قارئ PDF يدعى القارئ الحديث، مدير مهام متجدّد يدعى مدير مهام حديث، وركيزة ايزو اصليّة.
بناء معلَم 3، بناء 7971، أصدر لشركاء قويبين من مايكروسوفت في 29 آذار 2011، لكنه أبقي تحت حراسة مشدّدة. ومع ذلك، تم تسريب بعض اللقطات. موضوع ويندوز 7 الأساسي تمّ استبداله بموضوع جديد، حيث الخانات التي تحوي أزرار «الإغلاق، التكبير، والتصغير» قد أزيلت، وبقيت فقط العلامات.
المعلَم 3 يتضمّن شاشة ترحيب جديدة، نموذج تطبيق حزم جديد يدعى آبكس الّذي يستند على سيلفرلايت،، متجر ويندوزApp لاستعراض وشراء التطبيقات على الإنترنت  ووضع التعديل الآلي للون ويندوز ليلائم الخلفية. إنّه يتضمّن أيضاً نسخة «مغمورة» مفكّكة من إنترنت اكسبلورر، مشابهة لنسخة الموبايل من إنترنت اكسبلورر، لكن تستخدم محرّك سطح المكتب الثلاثي الأداء.

## تطوّر المنتج

### الخطّ الأصلي
- ويندوز 1.0
- ويندوز 2.0
- ويندوز 2.11 الملقب ويندوز/286 وويندوز/386
- ويندوز 3.0
- ويندوز 3.1 (مع ويندوز خاص لإصدار مجموعات العمل)
- ويندوز 3.11 (أيضاً مع ويندوز خاص لإصدار مجموعات العمل)
- ويندوز 3.2 (تحديث طفيف على 3.1 للدّعم الصيني المبسط)

### ويندوز 9x
- ويندوز 95 (النسخة 4.0)
- ويندوز 98 وويندوز 98 SE (النسخة 4.1)
- ويندوز ميلينيوم (النسخة 4.9)

### ويندوز NT
- ويندوز إن تي 3.1
- ويندوز إن تي 3.5
- ويندوز إن تي 3.51
- ويندوز إن تي 4.0
- ويندوز 2000 (NT النسخة 5.0)
- ويندوز إكس بي وأساسيات ويندوز لأجهزة الكمبيوتر الوراثية (NT النسخة 5.1)
- ويندوز سيرفر 2003 وويندوز اكس بي الاحترافي الإصدار x64 (NT النسخة 5.2)
- ويندوز فيستا وويندوز سيرفر 2008 (NT النسخة 6.0)
- ويندوز 7 وويندوز سيرفر 2008 R2 (NT النسخة 6.1)